# Kure Beach
Kure Beach è un comune degli Stati Uniti d'America, situato in Carolina del Nord, nella contea di New Hanover.